# Marcel·lí Antich i Camprubí
Marcel·lí Antich i Camprubí (Cal Bassacs, Gironella, Berguedà, 1895 - San José, Costa Rica, 1968) va ser un pedagog i editor català.>
Nascut en el si d'una família obrera de la Colònia Bassacs de Gironella, gràcies a la seva primerenca feina com aprenent de farmàcia, primer a Gironella i després a Barcelona, va poder pagar-se els estudis de magisteri a l'Escola Normal de Mestres de Barcelona, i obtingué la titulació corresponent que li permeté, des del 1915, exercir com a mestre d'escola al col·legi “Mont d'Or” de Terrassa, a la Casa de la Caritat de Barcelona i a l'Escola del Treball de Barcelona. A conseqüència del moviment de solidaritat amb el científic d'origen belga Georges Dwelshauvers, que dirigia un laboratori de psicologia experimental a la Universitat Industrial, fou sancionat per la dictadura de Primo de Rivera i fou acomiadat juntament amb cent-cinquanta professors. Poc després, a suggeriment de Pompeu Fabra, fundà a Badalona una escola de mètodes moderns, que rebé el nom d'Escola Catalana, i fou patrocinada per l'Associació Protectora de l'Ensenyança Catalana i el Politecnicum.
A part de la seva tasca com a docent, Antich es va ocupar de formar una biblioteca itinerant que oferia llibres, de la seva col·lecció particular, als joves badalonins. En aquesta època, Antich va conèixer a Josep Queralt i Clapés, un administrador de finques badaloní, amb qui crearà, en 1928, les Edicions Proa que, sota la direcció literària de Joan Puig i Ferreter, es convertirà en una editorial de referència de les lletres catalanes. Fou també director de l'Escola d'Arts i Oficis de la ciutat. L'any 1928 fundà Edicions Proa juntament amb Josep Queralt Clapés, empresa que tingué una gran rellevància en la difusió entre el públic català i en català de la novel·lística europea i nord-americana de l'època i també dels clàssics dels segles XIX i XX. Hi conegué també Andreu Nin, traductor del rus, per la influència del qual esdevingué marxista i s'integrà al Partit Obrer d'Unificació Marxista.
El 1935 trencà amb Queralt per desavinences polítiques, abandonant Edicions Proa, i fundà l'Editorial Atena juntament amb Francesc Payarols i Casas, a qui havia conegut a l'Escola Normal de Mestres de Barcelona i que havia col·laborat també a Proa, traduint al català els clàssics russos. Poc després es va afegir al projecte editorial Andreu Nin, a qui coneixien de l'etapa de Proa quan també traduïa per a aquest segell. Ja durant la Guerra Civil Espanyola, com a conseller de Justícia, l'any 1936 Nin el nomenà vocal del Comitè dels Serveis Correccionals de Catalunya en representació de les organitzacions obreres. L'any 1939 s'exilià a Tolosa de Llenguadoc i el 1949 s'establí definitivament a San José (Costa Rica), on fundà l'editorial Librería Latina. Antich no abandonà mai el seu interès per la cultura i la llengua catalanes, com ho demostra el fet que el 1955 formés part del grup organitzador dels Jocs Florals que es van celebrar a la capital. Antich va morir el 1968 en el seu exili de San José.